# Nevile Henderson

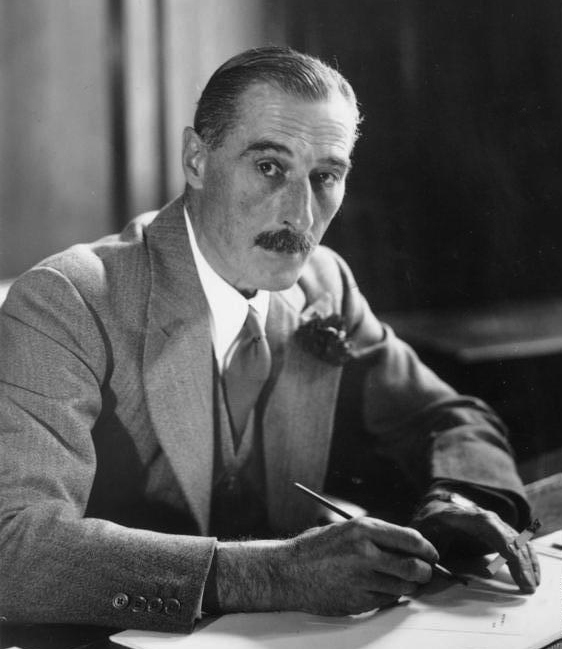
Nevile Henderson (1937)

Sir Nevile Meyrick Henderson, (10 de junho de 1882 – 30 de dezembro de 1942) foi um diplomata britânico. Foi embaixador do Reino Unido na Argentina e Paraguai, e foi embaixador na Alemanha Nazi de 1937 até 1939, quando a Segunda Guerra Mundial teve início. Ele acreditava que Adolf Hitler poderia controlar a paz e manter boas relações com os demais países do ocidente.